# العلاقات الفنزويلية الليبية
العلاقات الفنزويلية الليبية هي العلاقات الثنائية التي تجمع بين فنزويلا وليبيا.

## مقارنة بين البلدين
هذه مقارنة عامة ومرجعية للدولتين:
| وجه المقارنة                                              | فنزويلا                                  | ليبيا                                       |
| --------------------------------------------------------- | ---------------------------------------- | ------------------------------------------- |
| المساحة (كم2)                                             | 916.45 ألف                               | 1.76 مليون                                  |
| عدد السكان (نسمة)                                         | 28.87 مليون                              | 6.37 مليون                                  |
| الكثافة السكانية (ن./كم²)                                 | 31.5                                     | 3.62                                        |
| العاصمة                                                   | كاراكاس                                  | طرابلس                                      |
| اللغة الرسمية                                             | اللغة الإسبانية، لغة الإشارة الفنزويلية ‏ | اللغة العربية، اللغة العربية الفصحى الحديثة |
| العملة                                                    | بوليفار فنزويلي                          | دينار ليبي                                  |
| الناتج المحلي الإجمالي (بليون دولار)                      | 482.36 مليار                             | 50.98 مليار                                 |
| الناتج المحلي الإجمالي (تعادل القوة الشرائية) بليون دولار |                                          | 69.32 مليار                                 |
| الناتج المحلي الإجمالي الاسمي للفرد دولار أمريكي          |                                          |                                             |
| الناتج المحلي الإجمالي للفرد دولار أمريكي                 |                                          | 15.60 ألف                                   |
| مؤشر التنمية البشرية                                      | 0.762                                    | 0.724                                       |
| رمز المكالمات الدولي                                      | +58                                      | +218                                        |
| رمز الإنترنت                                              | .ve                                      | .ly                                         |
| المنطقة الزمنية                                           | 00                                       | ت ع م+02:00، توقيت شرق أوروبا               |

## منظمات دولية مشتركة
يشترك البلدان في عضوية مجموعة من المنظمات الدولية، منها:
| علم المنظمة | اسم المنظمة                        | تاريخ انضمام فنزويلا | تاريخ انضمام ليبيا |
| ----------- | ---------------------------------- | -------------------- | ------------------ |
|             | يونسكو                             | 25 نوفمبر 1946       | 27 يونيو 1953      |
|             | وكالة ضمان الاستثمار متعدد الأطراف | 9 مايو 1994          | 5 أبريل 1993       |
|             | الأمم المتحدة                      | 15 نوفمبر 1945       | 14 ديسمبر 1955     |
|             | الاتحاد البريدي العالمي            | ?                    | ?                  |
|             | البنك الدولي للإنشاء والتعمير      | 30 ديسمبر 1946       | 17 سبتمبر 1958     |
|             | الاتحاد الدولي للاتصالات           | 13 أغسطس 1920        | 3 فبراير 1953      |
|             | منظمة حظر الأسلحة الكيميائية       | ?                    | ?                  |
|             | مؤسسة التمويل الدولية              | 28 ديسمبر 1956       | 18 سبتمبر 1958     |
|             | منظمة الشرطة الجنائية الدولية      | ?                    | ?                  |

## وصلات خارجية
- موقع وزارة الخارجية الفنزويلية
- موقع وزارة الخارجية الليبية